# Freibergiet
Het mineraal freibergiet is een zilver-koper-ijzer-antimoon-arseen-sulfide met de chemische formule (Ag,Cu,Fe)12(Sb,As)4S13.

## Naamgeving en ontdekking
Freibergiet werd genoemd naar de stad Freiberg in Duitsland, waar het mineraal in 1853 werd ontdekt.

## Eigenschappen
Het staalgrijze tot zwarte freibergiet heeft een kubisch kristalstelsel. De kristallen komen voor als massieve tetraëdrische eenheden. Het breukvlak is oneffen en er is een metallisch glans aanwezig. De hardheid is 3,5 tot 4 op de schaal van Mohs en de relatieve dichtheid bedraagt ongeveer 4,92 g/cm³. Het vormt soms tweelingen volgens het vlak [111].
Freibergiet is noch magnetisch, noch radioactief.

## Voorkomen
Freibergiet wordt voornamelijk aangetroffen in hydrothermale aderen (langgerekte holtes in gesteente die gevuld zijn met een warme, waterige massa die veel metalen bevat), samen met andere sulfide-mineralen.